# Jan Paweł Lenga
Jan Paweł Lenga est un évêque catholique ukrainien.

## Biographie
Il étudie dans un séminaire clandestin d'Union soviétique.
Ordonné prêtre en secret en 1980, il est expulsé du Tadjikistan par le KGB au cours de sa première année de sacerdoce.
En 2003, il devient le premier évêque du diocèse de Karaganda jusqu'en 2011, date à laquelle il en devient évêque émérite.
En 2010, il assiste à la consécration de la seule église catholique d'Ouzbékistan.
En février 2020, ayant accusé publiquement le pape François d’hérésie, il reçoit l’ordre de cesser de célébrer la messe en public et de s'adresser aux médias.
Par la suite, il réside au couvent marianiste de Licheń en Pologne, et célèbre la messe exclusivement en rite tridentin.